# Lasiurus insularis
Lasiurus insularis (Hall & Jones, 1961) è un pipistrello della famiglia dei Vespertilionidi endemico di Cuba.

## Descrizione

### Dimensioni
Pipistrello di medie dimensioni, con la lunghezza dell'avambraccio tra 57 e 64 mm, la lunghezza della coda tra 65 e 81 mm, la lunghezza delle orecchie tra 13 e 15 mm e un peso fino a 30 g.

### Aspetto
La pelliccia è lunga e densa. Il colore generale del corpo è giallo-dorato con la base dei peli più scura. Il muso è appuntito e largo, dovuto alla presenza di due masse ghiandolari sui lati. Le orecchie sono corte, arrotondate e ben separate. Il trago è corto, stretto, con l'estremità arrotondata e curvato in avanti. La punta della lunga coda si estende leggermente oltre l'ampio uropatagio, il quale è densamente ricoperto di lunghi peli dello stesso colore del dorso. 

## Biologia

### Comportamento
Si rifugia solitariamente tra il fogliame di palme del genere Thrinax.

### Alimentazione
Si nutre di insetti catturati in volo, particolarmente coleotteri, omotteri e ditteri.

### Riproduzione
Le femmine danno alla luce fino a tre piccoli alla volta all'anno nel mese di maggio.

## Distribuzione e habitat
Questa specie è conosciuta soltanto sull'isola di Cuba e sull'Isola della Gioventù.

## Conservazione
La IUCN Red List, considerato l'areale limitato e il declino della popolazione, classifica L.insularis come specie vulnerabile (VU).